# Wielandshöfe (Wellheim)

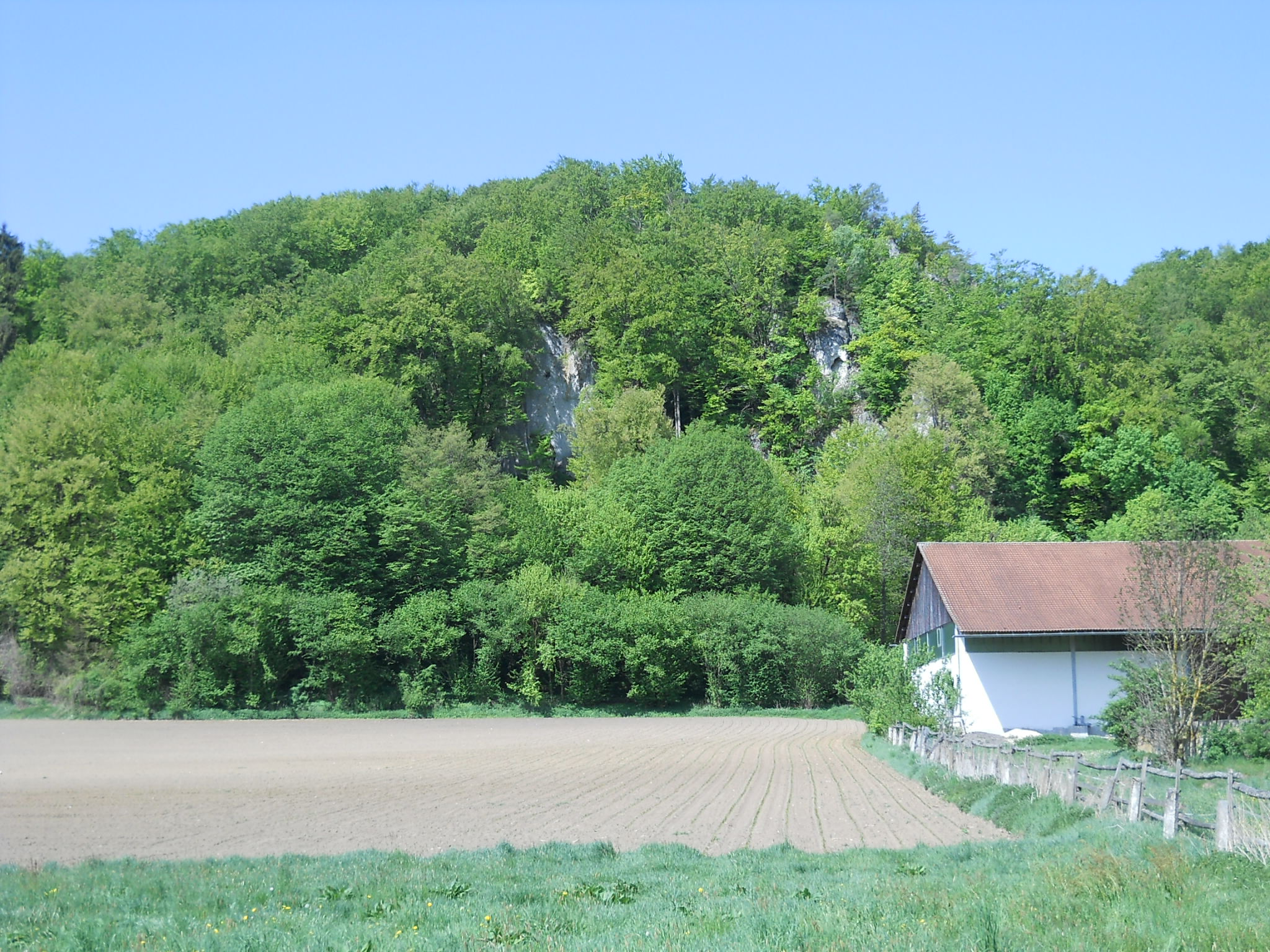
Felsen bei den Wielandshöfen, Standort der ehemaligen Burg Wielandstein

Wielandshöfe ist ein Ortsteil des Marktes Wellheim im Landkreis Eichstätt im Regierungsbezirk Oberbayern des Freistaates Bayern.

## Lage
Die Einöde befindet sich am westlichen Rand des Wellheimer Trockentales zwischen dem Wellheimer Ortsteil Konstein und dem Dollnsteiner Ortsteil Ried westlich der Staatsstraße 2047. Südlich der Wielandshöfe mündet in circa 500 Metern Entfernung von Westen her das Spindeltal, nördlich der Wielandshöfe in circa 200 Metern Entfernung von Nordwesten her das Bäckertal in das Wellheimer Trockental.

## Ortsnamendeutung
Benannt ist die Einöde nach der ehemaligen Burg Wielandstein, zu deren Füßen sie liegt.

## Geschichte
Die Wielandshöfe dürften sich aus dem Ökonomiehof der Burg Wielandstein entwickelt haben, die um 1340/50 von ihren Besitzern, den Wielanden von Wielandstein, verlassen wurde und wohl bald darauf dem Verfall preisgegeben war. Die Höfe wurden zumindest in Teilen, zuletzt im 19. Jahrhundert, mit Steinmaterial der Burgruine erbaut und ergänzt. Zunächst Lechsgemünd-Graisbacher Besitz, wurden sie mit dem Aussterben der Graisbacher 1342 wittelsbachisch. Ab dem 16. Jahrhundert gehörten sie zum Herzogtum Pfalz-Neuburg und ab dem späten 17. Jahrhundert zum Hochstift Eichstätt, wo sie dem Pflegamt Konstein unterstellt waren. Als das Hochstift Eichstätt zu Beginn des 19. Jahrhunderts infolge der Säkularisation an das Königreich Bayern fiel, wurden die Wielandshöfe mit dem Dorf Aicha und dem Kirchdorf Konstein zu dem Steuerdistrikt Konstein vereint, der mit den Gemeindeedikten von 1811 und 1818 eine selbständige Gemeinde im schwäbischen Landgericht Monheim wurde.
Am 1. Oktober 1857 wechselte die Gemeinde Konstein mit den Wielandshöfen, die zu diesem Zeitpunkt von 18 Personen bewohnt waren, in das Landgericht und Rentamt Eichstätt (später Bezirksamt Eichstätt). 1861 sind fünf Gebäude und 16 Einwohner verzeichnet. Im Zuge der Gebietsreform wurde Konstein mit den Wielandshöfen und Aicha am 1. Mai 1978 nach Wellheim in den vergrößerten, nunmehr oberbayerischen Landkreis Eichstätt eingemeindet.
1950 wurden die zwei Wielandshöfe von 26, 1961 von elf, 1973 von acht und 1983 von sechs Personen bewohnt.

## Kirchliche Verhältnisse
Die Wielandshöfe gehören seit jeher zur katholischen Pfarrei Wellheim im Bistum Augsburg. Während der protestantischen Phase Pfalz-Neuburgs unterstanden die Wielandshöfe der reformierten Pfarrei Ensfeld; um 1600 hatte Konstein allerdings einen eigenen Prädikanten.
Bei den Wielandshöfen, auf der gegenüberliegenden Seite der Staatsstraße, befindet sich eine aus dem 18. Jahrhundert stammende Wegkapelle als rechteckiger Satteldachbau. Im Areal bei der Kapelle sind mittelalterliche und frühneuzeitliche Befunde nachgewiesen.

## Burgstall „Altes Haus“
Circa 350 Meter südsüdwestlich der Wielandshöfe, an der Einmündung des Spindeltales, befindet sich der an seiner nördlichen Seite steil abfallende, kegelförmige Fuchsfelsen. Die kleine Ebene hinter dem Felsen war gegen das Hinterland durch einen Graben und eine Ringmauer aus Feldsteinen gesichert. Innerhalb des Areals sind zwei Zisternen zu erkennen. Welche Gebäude hier standen, ist nicht mehr ersichtlich; schon 1594 wird von diesem Burgstall als einem „Alten Haus“ gesprochen. Burgenforscher Helmut Rischert spricht den Burgstall als Vorgängeranlage des Wielandsteins an.